# نیود-ا-پاپین
نیود-ا-پاپین گردهمایی مسابقه زیبایی در آمریکا، برای برهنگان مرد و زن در رقص شهوانی است. این مراسم از سال ۱۹۷۵ میلادی تاسیس شده‌است و به صورت سالانه در ایالات متحده آمریکا برگزار می‌شود و به صورت نمادین می‌باشد. این مراسم توسط یک نهاد تفریحی سازمان‌دهی می‌شود. همچنین بازخوردهای منفی و انتقاداتی نیز دریافت کرده‌است. 
این رویداد برای اولین بار در 1975 در ایندیانا برگزار شد. مسابقه زیبایی "کهکشان برهنه" به اواسط دهه 70 برمی گردد. نیود-ا-پاپین کمک قابل توجهی به اقتصاد محلی می کند. این تفرجگاه در طول مسابقه برای اعضای خود بسته است و بلیط های یک روزه را فقط می توان به طور جداگانه خریداری کرد.  هزینه حضور در این رویداد در سال 2005، 50 دلار بود اما تا سال 2016 به 60 دلار افزایش یافته است.  تا سال 2003 ، یک رویداد در ماه جولای و دیگری در آگوست برگزار شد ، اما از سال 2004 نیود-ا-پاپین به یک آخر هفته در جولای کاهش یافت.  رویداد 2020 به دلیل همه گیری COVID-19 لغو شد .  